# Robert Sour
Robert Sour var en amerikansk textförfattare och kompositör, och ledare för Broadcast Music Incorporated (BMI).
1940 arbetade Sour för BMI som deras textutgivare, och vid 1966 hade han stigit i popularitet så han blev BMI:s ledare. Två år senare hade han blivit företagets vice ordförande. Han gick i pension 1970.
Tillsammans med textförfattarna Edward Heyman och Frank Eyton och kompositören Johnny Green, skrev Sour texten till jazzballaden "Body and Soul". I partnerskap med Una Mae Carlisle (1915-1956), skrev han även texten till sången "Walkin' by the River", som blev en radio-hit via Syliva Froos (1927-2004) år 1941. Benny Carter spelade också in låten med Carlisle på sång. Sour komponerade musik och skrev text för både film och teater; han skrev sångerna "Twitterpated" och "Thumper's Song" för Walt Disney Productions animerade film Bambi.